# Умершие в июне 1941 года
Это список известных людей, соответствующих установленным критериям значимости (см. Википедия:Критерии значимости персоналий), умерших в июне 1941 года.
Причина смерти указывается лишь в исключительных случаях (убийство, самоубийство, гибель в результате военных действий, смертная казнь, ДТП или несчастные случаи). В остальных случаях — не указывается.

## 1 июня
- Бергер, Ганс (68), немецкий физиолог и психиатр, один из отцов метода электроэнцефалографии, открыл альфа-ритм человеческого мозга. Покончил жизнь самоубийством.
- Уолпол, Хью (57), британский писатель. Умер от сердечного приступа.

## 2 июня
- Гериг, Лу (37) — американский бейсболист, Боковой амиотрофический склероз (болезнь Лу Герига)
- Лёзенер, Людвиг Эдуард Теодор (75), немецкий ботаник

## 3 июня
- Вехачек, Виктор (61) — деятель польского национального движения, участник Первой мировой войны и Силезских восстаний. Погиб в Дахау
- Курбангалиев, Мухитдин Хафизитдинович (67), татарский филолог и педагог, профессор.

## 4 июня
- Вильгельм II (82), германский император и король Пруссии с 15 июня 1888 года по 9 ноября 1918 года. Умер из-за тромбоэмболии лёгочной артерии в Голландии.
- Уир, Джозеф (64), американский теннисист, бронзовый призёр летних Олимпийских игр 1904.

## 6 июня
- Шевроле, Луи (62), американский автогонщик и автомобилестроитель швейцарского происхождения.
- Лехович, Владимир Андреевич (81), российский военный деятель, генерал-лейтенант. Умер в Париже.

## 9 июня
- Гама Очоа, Арманду Умберту да (63) — португальский военный и политик, один из руководителей военного переворота 1926 года и член Первого триумвирата Португалии в 1926 году.
- Коричонер, Франц (50), один из основателей Коммунистической партии Австрии, убит нацистами в Освенциме
- Лерер, Иосиф Гдальевич (61), украинский и польский дирижёр и композитор.

## 10 июня
- Кшивицкий, Людвик, польский учёный-энциклопедист (антрополог, социолог, экономист), один из первых пропагандистов марксизма в Польше.

## 11 июня
- Голубич, Мустафа (51), югославский политический деятель, ответственный сотрудник Коминтерна. Расстрелян нацистами.

## 15 июня
- Голенкин, Михаил Ильич (77), русский ботаник
- Фёрстер, Отфрид (67), немецкий невролог, один из основателей немецкой и мировой нейрохирургии. . Лечащий врач Ленина в 1922—1924 годах.

## 17 июня
- Вагенар, Йохан (78), нидерландский композитор, органист и музыкальный педагог.

## 18 июня
- Баэс, Сесилио (79) — временный Президент Парагвая (1905—1906)

## 20 июня
- Мёнстед, Петер (81), датский художник-реалист.
- Матеусс, Константин (46),офицер латышских стрелков, полковник латвийской армии. Расстрелян органами НКВД.
- Фуллон, Александр Иванович (73), русский государственный деятель, последний Плоцкий губернатор (1914—1917)

## 22 июня
- Бачинский, Сергей Васильевич (54), украинский педагог, публицист, политический деятель, член Украинской центральной Рады и Всероссийского учредительного собрания. Расстрелян органами НКВД.
- Гаврилюк, Александр Акимович (30), украинский писатель и публицист. Погиб при бомбёжке
- Иванов, Иван Иванович (31), советский военный лётчик, совершил первый воздушный таран в истории Великой Отечественной войны. Герой Советского Союза (посмертно) Погиб в бою.
- Морин, Фёдор Васильевич (23) —— лейтенант пограничных войск НКВД СССР Герой Советского Союза (посмертно) (1965); погиб в бою.
- Петров, Василий Васильевич (23) — Герой Советского Союза (посмертно), пограничник. Погиб в бою.
- Сивачёв, Александр Николаевич (23) — начальник заставы «Брузги».
- Тудор, Степан Иосифович (48), украинский писатель, публицист и коммунистический деятель в Галиции, член Компартии Западной Украины. Погиб при бомбёжке.
- Усов, Виктор Михайлович (24) — пограничник,  Герой Советского Союза. Погиб в бою.

## 23 июня
- Гуденко, Сергей Гаврилович — участник боёв у озера Хасан и Великой Отечественной войны, Герой Советского Союза (1938). Погиб в бою.
- Гиппиус, Карл Карлович (77), московский архитектор, мастер эклектики и модерна.
- Каллистратов, Мелетий Архипович (45), видный русский общественный, политический и религиозный деятель Латвии, депутат первых четырёх Сеймов Латвийской Республики. Расстрелян органами НКВД
- Карманов, Афанасий Георгиевич (34), советский военный лётчик, Герой Советского Союза (посмертно). Погиб в бою.
- Копец, Иван Иванович , генерал-майор авиации, Герой Советского Союза за воздушные бои в Испании (1937), командующий Военно-воздушными силами Западного Особого военного Округа в начале Великой Отечественной войны. Застрелился.
- Косякин, Сергей Иванович (34), лётчик, капитан,  участник советско-финляндской и Великой Отечественной войн,Герой Советского Союза (1940). Погиб в бою.
- Озолс, Карлис (59), бывший латышский дипломат. Расстрелян по приговору Военной коллегии Верховного Суда СССР.
- Попов, Борис Петрович (38), участник Великой Отечественной войны, Майор автобронетанковый войск. Герой Советского Союза (посмертно). Погиб в бою.
- Руднянский, Стефан (54), польский философ и педагог, общественный деятель. Погиб во время немецкой бомбёжки Львова.

## 24 июня
- Ашофф, Людвиг (76), немецкий патологоанатом и основатель научной школы.
- Кондрусев, Семён Михайлович (44), советский военный деятель, Генерал-майор, командир 22-й механизированного корпуса. Погиб в бою
- Шабловский, Владимир Васильевич (32), один из руководителей обороны Брестской крепости, командир батальона, капитан. Расстрелян гитлеровцами в плену.

## 25 июня
- Алябушев, Филипп Фёдорович (47), советский военачальник, генерал-майор (1940), в начале Великой Отечественной войны командир 87-й стрелковой дивизии, погиб в бою.
- Волокитин, Пётр Матвеевич (40), советский военный разведчик, полковник.
- Скиталец, Степан Гаврилович (71), русский писатель, поэт и прозаик.
- Халиппа, Иван Николаевич (70), бессарабский историк. Репрессирован, умер в советской тюрьме.
- Хацкилевич, Михаил Георгиевич (45), советский военачальник, командир 6-го механизированного корпуса. Погиб в бою
- Цирельсон, Лейб Моисеевич (81) — раввин, общественный деятель, один из крупнейших галахических авторитетов XX века. Погиб при бомбёжке в Кишинёве.

## 26 июня
- Аксельрод, Зелик Моисеевич (36), еврейский поэт. Расстрелян органами НКВД.
- Балашов, Владимир Михайлович (21), советский военный летчик из экипажа Александра Маслова, Герой России (посмертно). Погиб в бою
- Бараник, Северин — блаженный Украинской грекокатолической церкви, священник, мученик. Расстрелян органами НКВД.
- Бейскбаев, Бахтурас (21), советский военный летчик из экипажа Александра Маслова Герой России (посмертно). Погиб в бою.
- Бурденюк, Анатолий Акимович (19), штурман из экипажа Николая Гастелло. Погиб в бою
- Гастелло, Николай Францевич (34), советский военный лётчик, участник 3-х войн; погиб в воздушном бою, направив свой подбитый самолёт на скопление автомашин и бензиновых цистерн немцев. Герой Советского Союза (посмертно)
- Ищак, Андрей (53), блаженный Украинской грекокатолической церкви, священник, мученик. Погиб при отступлении советских воинских частей.
- Калинин, Алексей Александрович (22), стрелок-радист из экипажа Николая Гастелло. Погиб в бою.
- Конрад, Николай (65), блаженный Украинской греко-католической церкви, мученик, священник. Убит агентами НКВД.
- Кричевцовы Константин, Минай и Елисей Георгиевичи — братья составившие семейный танковый экипаж, погибли в бою.
- Людендорф, Фридрих Вильгельм Ганс (68), немецкий астроном.
- Маслов, Александр Спиридонович (33), советский военный лётчик, которому некоторые исследователи приписывают подвиг Гастелло; Герой России (1996). погиб в бою
- Нойкирх, Карл (76), немецкий гимнаст, двукратный олимпийский чемпион 1896 г.
- Павлов, Василий Федотович (48), советский военачальник, генерал-майор (1940). В начале Великой Отечественной войны командир 23-й стрелковой дивизии. Погиб в бою.
- Прыйма, Владимир (35), блаженный Украинской греко-католической церкви, мученик, руководитель приходского церковного хора. Убит агентами НКВД
- Реутов, Григорий Васильевич — советский военный летчик из экипажа Александра Маслова Герой России (посмертно). Погиб в бою.
- Скоробогатый, Григорий Николаевич (24), лётчик-наблюдатель из экипажа Николая Гастелло. Погиб в бою.
- Хьюстон, Эндрю Джексон (87), американский политик, сенатор США от штата Техас (1941), член демократической партии

## 27 июня
- Ерёмин, Борис Дмитриевич (25) — лейтенант Рабоче-крестьянской Красной Армии, участник Великой Отечественной войны, Герой Советского Союза (1942) (посмертно). Убит в плену немецкими оккупантами.
- Пресайзен, Исаак Зилович, советский лётчик, заместитель командующего эскадрильи 128-го авиаполка. Погиб направив свой горящий самолёт на большое количество вражеской техники.
- Тарасов, Дмитрий Захарович (24) — Герой Советского Союза.
- Холмс, Гарри (48), канадский профессиональный хоккеист, вратарь

## 28 июня
- Иванов, Леонид Илларионович (31), Герой Советского Союза.
- Корнеев, Андрей Дмитриевич, генерал-майор.
- Максуди, Ахмедхади Низамутдинович (72), татарский языковед, педагог, исламовед-популяризатор, политический и общественный деятель
- Соскис, Давид Владимирович (75), российский революционер, журналист. Умер в Суррее.
- Франко, Пётр Иванович (51), украинский педагог, учёный. Репрессирован. Умер или погиб в заключении.
- Фролов, Александр Фёдорович, советский танкист, участник Советско-финской войны, Великой Отечественной войны, Герой Советского Союза (1940). Погиб в бою.

## 29 июня
- Венгерова, Зинаида Афанасьевна (74) — российская писательница, переводчик и литературный критик. Умерла в Нью-Йорке.
- Кижеватов, Андрей Митрофанович (33), советский офицер, один из руководителей обороны Брестской крепости в годы Великой Отечественной войны. Герой Советского Союза (посмертно). Погиб в бою.
- Новосадский, Николай Иванович (82), российский и советский филолог-классик, доктор греческой словесности (1901), член-корреспондент Российской академии наук (1917; с 1925 года АН СССР. Умер от разрыва сердца.
- Падеревский, Игнаций Ян (80), польский пианист, композитор, государственный и общественный деятель, дипломат, премьер-министр и министр иностранных дел Польши (1919). Умер от воспаления лёгких.
- Сенкевский, Иаким (45), блаженный Украинской греко-католической церкви, священник, монах, мученик. Погиб в советской тюрьме.
- Шестаков, Андрей Васильевич (63), советский историк, специалист по аграрной истории России. Профессор (1935), д-р ист. наук (1937), член-корреспондент АН СССР (28.01.1939, история).

## 30 июня
- Борисов, Владимир Борисович (38), советский военачальник, в начале Великой Отечественной войны командовал 21-м стрелковым корпусом. Погиб в бою.
- Журба, Александр Афанасьевич, советский военачальник, генерал-майор (1940), в начале Великой Отеественной войны командир 14-й стрелковой дивизии 14-й армии, начальник Приморского участка обороны Северного фронта. Погиб на фронте.
- Канторович, Лев Владимирович (30), русский советский ленинградский писатель, сценарист и театральный художник. Погиб на фронте
- Матвеичев, Василий Михайлович (28), авиационный штурман, младший лейтенант, участник Великой Отечественной войны. Погиб в бою.
- Новиков, Василий Логинович  — советский лётчик военно-морской авиации, участник Великой Отечественной войны, член экипажа, совершившего первый в истории военной авиации двойной таран воздушной и наземной цели. Герой Российской Федерации (1995,посмертно); погиб в бою.
- Парфёнов, Дмитрий Георгиевич (21), лейтенант, штурман звена 1-го минно-торпедного авиаполка 8-й минно-торпедной авиадивизии Краснознамённого Балтийского Флота, член экипажа, совершившего первый в истории военной авиации двойной таран воздушной и наземной цели. Герой России (посмертно) Погиб в бою.
- Тыниссон, Александер — эстонский и российский военный деятель, генерал-майор (1918). Расстрелян органами НКВД.
- Фомин, Ефим Моисеевич (32), советский офицер, полковой комиссар, заместитель командира 84-го стрелкового полка 6-й Орловской Краснознаменной дивизии. Один из руководителей обороны Брестской крепости в июне 1941 года. Расстрелян в плену гитлеровцами как еврей
- Хохлачёв, Александр Митрофанович (23), стрелок-радист 1-го минно-торпедного авиаполка 8-й минно-торпедной авиадивизии Краснознамённого Балтийского Флота Герой России (1995,посмертно). Погиб в бою.
- Ягомастас, Энзис (71), общественный и культурный литовский деятель, издатель. Казнен без суда и следствия немецкой тайной полицией (Гестапо)